# Ad Silanum
Ad Silanum est une station routière mentionnée sur la table de Peutinger sur l'itinéraire de Anderitum (Javols) à Segodunum (Rodez).
Un doute subsiste cependant au sujet de la localisation exacte de cette station même si Puech Crémat-Bas, à Nasbinals dans le département français de la Lozère (Aubrac), semble l'emplacement le plus vraisemblable pour ce site fréquenté du Ier siècle av. J.-C. au IIIe siècle apr. J.-C. et où quelques vestiges de bâtiments subsistent.

## Ad Silanumet la table de Peutinger
Ad Silanum ou Adsilanum est mentionné sur la table de Peutinger sur l'itinéraire qui va d'Anderitum à Segodunum. La station est placée à 24 lieues gauloises (53,5 km) de Segodunum et à 18 lieues gauloises (40,0 km) d'Anderitum, chefs-lieux respectifs des civitates des Rutènes et des Gabales sous le Haut-Empire romain. Cette voie est, même sur des cartes modernes, abusivement dénommée « voie d'Agrippa » : elle ne fait pas partie du réseau de voies dessiné par Marcus Vipsanius Agrippa.

La civitas des Gabales (en rouge) et son réseau routier antique.

Cet itinéraire n'est qu'un tronçon de la voie reliant Lyon à Cahors d'où partent deux embranchements vers Bordeaux et Toulouse. Ad Silanum se trouve sans doute, compte tenu des distances indiquées sur la table, non loin de la « frontière » des peuples Gabales et Rutènes, en admettant que les limites des civitates se retrouvent dans celles des diocèses, puis des départements.
Dans ce secteur, la voie est encore facilement repérable dans le paysage : des chemins ou des routes modernes reprennent par endroits son tracé ; à d'autres endroits, un talus large de plusieurs mètres ou un simple bombement signalent sa présence dans les pâturages. Elle est le plus souvent constituée de bordures en pierre qui retiennent plusieurs couches de pierres et blocs, la couche de roulement étant constituée de graviers. Des fossés latéraux complètent le dispositif.

## Ad Silanumet Puech Crémat-Bas

### Localisation et nature du site
| Saint-Côme-d'Olt · Saint-Laurent-d'Olt · Trélans · Auxillac · Anglars · Castelnau-de-Mandailles · Le Déroc · Aubrac · Puech Crémat-Bas |

En rouge, Puech Crémat-Bas,.
Historiens et géographes sont longtemps restés divisés sur la nature et la localisation exactes d'Ad Silanum et, au XXIe siècle, la question n'est pas totalement tranchée.
Depuis le XVIIIe siècle, l'interprétation des distances mentionnées sur la table de Peutinger ainsi que des avis divergents sur l'emplacement d'Anderitum donnent lieu à des propositions variées sur l'emplacement d'Ad Silanum, soit en Lozère, à la limite de ce département et de celui de l'Aveyron, soit en Aveyron, dans la vallée du Lot. La découverte, en 1866, de vestiges antiques à Puech Crémat-Bas, à Nasbinals, sur le tracé attesté de la voie Javols-Rodez, permet de poser une hypothèse supplémentaire qui, selon les données les plus récentes, s'avère la plus crédible, même si elle n'est pas formellement vérifiée. En outre, le toponyme moderne du lieu-dit contient la racine « crémat » (qui a subi un incendie) et des traces d'incendie sont en effet observées sur les vestiges,.
À trois kilomètres à l'est du site proposé, le lac de Saint-Andéol est bordé par un promontoire (mont Hélanus ou Hélarius) au sommet duquel un fanum antique a été identifié et fouillé. Il est possible que ce site cultuel et celui d'Ad Silanum ne forment qu'un seul ensemble, dans lequel il semble prématuré de voir une agglomération secondaire ; à ce stade, le statut de relais d'étape (mutatio) ou de gîte d'étape (mansio) d'Ad Silanum n'est pas remis en cause. Sa position à la limite de deux territoires en fait en outre une station-frontière.
Le site supposé d'Ad Silanum se situe au niveau du passage du ruisseau des Fontanilles, sous-affluent de la Truyère, à une altitude d'environ 1 250 m. Le puech Saint-Geniez, au nord, le domine d'environ 20 m alors qu'au sud, le plateau s'élève très progressivement.

### Toponymie
Ad Silanum pourrait indiquer un lieu se situant près (ad) d'une eau jaillissante (silanum), évocation possible de la cascade du Déroc, située non loin ; cette cascade est d'ailleurs alimentée par le lac des Salhiens (ou Saliens), toponyme peut-être lui-même dérivé de Silanus-um.

### Description des vestiges

OpenStreetMap Vestiges antiques à Puech Crémat-Bas.

Les fouilles réalisées sur le site de 1866 à 1948 permettaient de restituer, selon les auteurs, trois ou quatre bâtiments répartis des deux côtés de la voie antique mais les descriptions en étaient peu précises et parfois même contradictoires. Il s'avère que la voie, sur le site, a subi une modification de son tracé à l'époque moderne pour passer au milieu des vestiges alors qu'à l'époque antique elle les longeait par l'est ; des murs attribués à plusieurs bâtiments « de part et d'autre de la voie » appartiennent en fait à une seule et unique construction initiale.
Les données les plus récentes, issues du recoupement des sources précédentes et de reconnaissance sur le terrain faites en 1997-1999, permettent d'identifier deux bâtiments principaux dont l'orientation suit celle de la voie antique. Ces bâtiments sont en grande partie construits en petit appareil de moellons de basalte liés à la chaux, avec quelques éléments en granite ou en grès rouge. Il est toutefois presque certains que d'autres bâtiments ont existé sur le site, sans doute à l'est de la voie, comme en témoigne la large zone où sont retrouvés des débris de tegulae et de moellons.
Sur la rive gauche du ruisseau des Fontanilles qui coule de l'ouest vers l'est, un mur longeant la voie au nord et présentant un retour en équerre semble être le mur d'une terrasse au flanc du puech Saint-Geniez.
Le mode de franchissement du ruisseau (gué ou pont), au milieu du site, n'est pas connu.
Sur la rive sud, à l'ouest du tracé antique de la voie, les vestiges sont circonscrits dans un quadrilatère maçonné de 36 × 30 m. La partie nord constitue un bâtiment lui-même cloisonné par des murs de refend et la partie méridionale du quadrilatère maçonné délimite une cour. Une petite annexe est accolée au mur oriental de cet ensemble. Une poutre retrouvée carbonisée ainsi qu'une couche de cendres témoignent d'un incendie.

### Historique du site
L'occupation du site de Puech Crémat-Bas est attestée depuis le Ier siècle av. J.-C. par la présence de tessons de céramique et d'une monnaie républicaine datée de 66 av. J.-C.. Des poteries et des monnaies avec un nombre significatif d'artéfacts des deux premiers siècles de notre ère, montrent que l'occupation se poursuit au moins jusqu'au milieu du IIIe siècle, la plus récente monnaie dont la datation soit incontestable appartenant au règne de Trajan Dèce.
Les raisons de l'abandon du site ne sont pas connues ; Ad Silanum est peut-être déserté après son incendie, mais ce dernier ne peut être attribué de manière formelle aux invasions barbares du IIIe siècle, comme l'indiquent des textes du XIXe et de la première moitié du XXe siècle. Grégoire de Tours, toutefois, indique dans son Histoire des Francs la tenue, à la fin du VIe siècle, d'un synode « aux confins des territoires d'Auvergne, du Gévaudan et du Rouergue » ; Ad Silanum pourrait correspondre géographiquement à ce lieu.

## Pour approfondir

#### Sources antiques
- Pline l'Ancien, Histoire naturelle, volume II, livres 3, 4, 5, 6 Lire sur Wikisource.
- Strabon, Géographie, livre IV, la Gaule, texte établi et traduit par François Lasserre, Paris, édition des Belles Lettres  (ISBN 2-251-00312-6).
- Végèce, Epitoma rei militaris Lire en ligne

#### Sources modernes
- Alexandre Albenque (préf. André Aymard), Les Rutènes : études d'histoire, d'archéologie et de toponymie gallo-romaines, Rodez, Carrère, 1948, XII et 341 p., p. 139-144.
- Marius Balmelle, « Ad Silanum, station gallo-romaine sur l'Aubrac », Bulletin de la Société des lettres, sciences et arts de la Lozère,‎ 3e-4e trimestre 1943, p. 428-435.
- Marius Balmelle, « L'emplacement d' Ad Silanum », Bulletin de la Société nationale des antiquaires de France,‎ 1948, p. 278-283 (DOI 10.3406/bsnaf.1948.3853). .
- Florian Baret, Les agglomérations « secondaires » dans le Massif Central (cités des arvernes, vellaves, gabales, rutènes, cadurques et lémovices) : Ier siècle av. J.-C. - Ve siècle apr. J.-C. : thèse pour obtenir le grade de docteur d'université en archéologie, vol. 1, Clermont Université, 2015, 498 p. (lire en ligne).
- Christine Dieulafait et Francis Dieulafait, « La période romaine », dans Laurent Fau (dir.), Les monts d'Aubrac au Moyen Âge, genèse d'un monde agropastoral, Maison des Sciences de l'Homme, coll. « Documents d'archéologie française » (no 101), 2006, 214 p. (ISBN 978-2-7351-1117-6), p. 44-45.
- Dominique Fabrié, Carte archéologique de la Gaule - La Lozère. 48, Paris, Académie des inscriptions et belles-lettres, 1989, 144 p. (ISBN 2-8775-4007-3), p. 102.
- Raymond Oursel, « La station romaine d'Ad Silanum, route de Lyon à Rodez - essai de localisation », Revue du Gévaudan, des Causses et des Cévennes, no 7,‎ 1961, p. 39-48.
- Alain Trintignac (dir.), Carte archéologique de la Gaule - La Lozère. 48, Paris, Académie des inscriptions et belles-lettres, Maison des Sciences de l'Homme, 2012, 533 p. (ISBN 978-2-8775-4277-7), p. 371-378.